# كريستيان دافيس
كريستيان دافيس (بالإنجليزية: Christian Davies)‏ واسمها الحقيقي هو كريستيان كافانا (بالأيرلندية: Christian Cavanagh) ولقبت ببكيت كافاناه وبالأم روس هي مجندة أيرلندية خدمت في الجيش البريطاني. ولدت في سنة 1667 في دبلن في أيرلندا. انضمت إلى الجيش البريطاني في سنة 1693 بعد تنكرها كرجل. حاربت في حرب التسع سنوات في فلاندرز.

## حياتها
ذكر أنها تزوجت في سنة 1686 من ريتشارد والش وانجبت إبنين. زوجها كان في الجيش، وفقد في سنة 1691. ولأجل البحث عنه تنكرت بزي رجل واشتركت في سلاح الفرسان. وبعد 13 سنة من البحث وجدته في اسكتلندا مع امرأة هولندية، مما ادى لأنهاء علاقتها به. استمرت في الخدمة في الجيش. في سنة 1706 اصيبت بشظية في رأسها ليتم اكتشاف كونها امرأة. وعلى الرغم من ذلك سمح لها أن تستمر في خدمة الجيش. بعد وفاة زوجها تزوج لمرتين وتوفيت في يوم 7 يوليو 1739.